# M 508
A M 508, também conhecida como Estrada Alternativa de Manique é uma estrada municipal que integra a rede municipal de estradas de Portugal. Faz ligação entre Alcoentre e Arrifana, passando por Manique do Intendente e está conectada a outras quatro estradas municipais.

## Percurso
| Nome da Saída/Localidade Intermédia       | Estrada que liga |
| ----------------------------------------- | ---------------- |
| Alcoentre                                 | N366             |
| N1                                        |                  |
| Vale Carril                               |                  |
| Manique do Intendente (poente)/ Quebradas |                  |
| Manique do Intendente (centro)/ Maçussa   | M 582            |
| Póvoa de Manique/ Vila Nova de São Pedro  | M 587            |
| Póvoa de Manique/ Moita do Lobo           |                  |
| Arrifana (Manique do Intendente)          |                  |